# 1927 en Suisse
Chronologie de la Suisse
- 1923
- 1924
- 1925
- 1926
- 1927
- 1928
- 1929
- 1930
- 1931

Chronologie de la Suisse
1926 en Suisse - 1927 en Suisse - 1928 en Suisse

## Gouvernement au1erjanvier 1927
- Conseil fédéral[1]:
  - Giuseppe Motta PDC, président de la Confédération
  - Edmund Schulthess PRD, vice-président de la Confédération
  - Robert Haab PRD
  - Jean-Marie Musy PDC
  - Heinrich Häberlin PRD
  - Ernest Chuard PRD
  - Karl Scheurer PRD

## Évènements

### Janvier
Samedi 8 janvier 
- Création à Dresde (Allemagne) de l’opéra Penthesilea du compositeur Othmar Schoeck.

 Mardi 18 janvier 
- Décès à Wädenswil (ZH), à l’âge de 76 ans, du botaniste et œnologue Hermann Müller-Thurgau, créateur du cépage éponyme.

 Vendredi 21 janvier 
- Inauguration du tremplin de saut aménagé à Saint-Moritz (GR) pour les Jeux olympiques d'hiver de 1928. Le Norvégien Dagfin Carlsen établit le record du tremplin avec un saut de 39 mètres.

### Février
Dimanche 20 février 
- Votation cantonale. Les citoyens des Grisons décident d’annuler l'interdiction de circuler en voiture sur le territoire cantonal.

 Lundi 21 février 
- L’aviateur Walter Mittelholzer se pose au Cap (Afrique du Sud), terminus d’une traversée de l’Afrique pour laquelle il s’est envolé de Zurich le 7 février.

### Mars
Samedi 5 mars 
- Ouverture à la circulation du Pont Butin, sur le Rhône à Genève.

 Vendredi 18 mars 
- Première à Zurich du film de propagande fasciste Il Duce.

 Mardi 22 mars 
- Entre Guarda et Ardez (GR), un train des Chemins de fer rhétiques heurte un bloc de rochers. Son conducteur perd la vie et 9 passagers sont blessés.
- Premiers reportages en direct du Palais fédéral par Radio-Berne.

### Avril
Jeudi 14 avril 
- Des représentants du Conseil fédéral et de l’URSS signent à Berlin un procès-verbal aplanissant les tensions entre les deux Etats qui subsistaient depuis le meurtre d'un diplomate soviétique à Lausanne en 1923.

### Mai
Jeudi 12 mai 
- Décès à Neuilly-sur-Seine (France), à l’âge de 70 ans, de Louise Catherine Breslau, peintre.

 Dimanche 15 mai 
- Votations fédérales. Le peuple approuve, par 334 206 oui (62,6 %) contre 199 305 non (37,4 %), la révision constitutionnelle concernant les routes alpestres internationales.
- Votations fédérales. Le peuple rejette, par 343 387 non (59,9 %) contre 230 287 oui (40,1 %), le projet de Loi fédérale sur la circulation des automobiles et des cycles.

 Dimanche 22 mai 
- Le FC Grasshopper s’adjuge, pour la sixième fois de son histoire, le titre de champion de Suisse de football.

 Lundi 23 mai 
- Fin de la première conférence mondiale sur le commerce consacrée à la réduction des taxes douanières qui s’est tenue à Genève.

### Juin
Jeudi 2 juin 
- Décès à Zurich, à l’âge de 85 ans, du chef d’orchestre Friedrich Hegar.

 Samedi 4 juin 
- L’Université de Genève annonce la création d’un Institut des hautes études internationales.

 Lundi 13 juin 
- Entrée en vigueur du Code pénal militaire.

 Mardi 21 juin 
- Le Conseil national ratifie la renonciation de la Suisse à la neutralité militaire de la Savoie.

 Jeudi 30 juin 
- Le Conseil national approuve le statut des fonctionnaires fédéraux.

 Vendredi 24 juin 
- Décès à Berne, à l’âge de 76 ans, du zoologiste Johann Büttikofer.

### Juillet
Samedi 2 juillet 
- Décès à Berne, à l’âge de 72 ans, d’Eduard Will, fondateur des Forces motrices bernoises.

 Samedi 23 juillet 
- Décès à Saint-Gall, à l’âge de 70 ans, de l’ancien conseiller fédéral Arthur Hoffmann.

### Août
Lundi 1er juillet 
- Début de la 8e Fête des Vignerons à Vevey (VD).

### Septembre
Lundi 12 septembre 
- Décès, à l’âge de 89 ans, du neurologue et physiologiste Jean-Louis Prévost.

 Mardi 13 septembre 
- Décès à Cressier (NE), à l’âge de 80 ans, du peintre Gustave Jeanneret, initiateur d'une Fédération suisse des travailleurs intellectuels.

 Mercredi 14 septembre 
- Décès à Sant'Abbondio (TI), à l’âge de 41 de l’écrivain Hugo Ball, l’un des fondateurs du dadaïsme.

 Samedi 24 septembre 
- Congrès du Parti socialiste suisse à Interlaken (BE). Le paragraphe de ses statuts stipulant que l'organisation syndicale suisse se place sur le terrain de la lutte des classes est abrogé.

### Octobre
Samedi 1er octobre 
- Inauguration de l’Ecole de musique de La Chaux-de-Fonds (NE).

 Dimanche 30 octobre 
- Fondation à Muttenz (BL) de la Banque des coopératives et des syndicats, devenue par la suite la Banque Cler.

### Novembre
Dimanche 6 novembre 
- Première retransmission radiophonique d’un match de l'équipe nationale suisse de football. À Zurich, la Suisse et la Suède font match nul 2-2.

### Décembre
Samedi 10 décembre 
- Rencontre à Genève entre le premier ministre polonais Józef Piłsudski et le premier ministre lituanien Augustin Voldemaras dans le but de résoudre les tensions entre les deux pays sous l’égide de la Société des Nations.